# Parafia św. Doroty w Petrykozach
Parafia św. Doroty w Petrykozach – parafia rzymskokatolicka z siedzibą w Petrykozach, jedna z jedenastu parafii dekanatu opoczyńskiego diecezji radomskiej.

## Historia

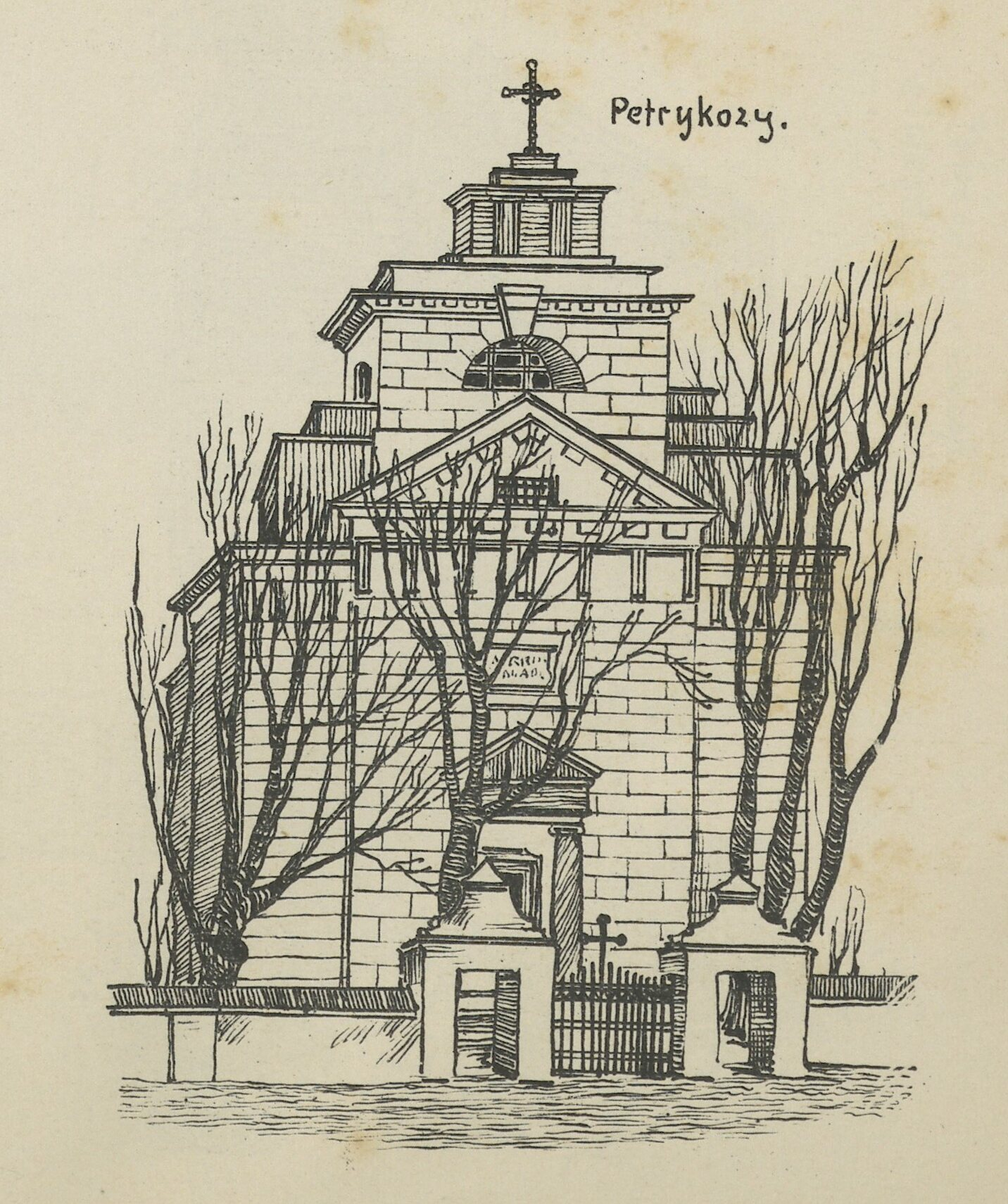
Kościół przed 1913

- Pierwotny drewniany kościół, fundacji Petrykowskich herbu Odrowąż, istniał tu ok. 1470. Wtedy też powstała parafia. Obecny kościół, według projektu arch. Jana Chrystiana Kamsetzera, z fundacji Stanisława Małachowskiego marszałka Sejmu Wielkiego, zbudowany został w latach 1791–1795 jako wotum za uchwalenie Konstytucji 3 maja. Konsekrował go w 1897 bp Antoni Ksawery Sotkiewicz. Jest obiektem w stylu klasycystycznym, orientowanym, zbudowanym z kamienia.

## Proboszczowie
- 1945 – 1951 – ks. Klemens Słapczyński
- 1951 – 1957 – ks. Stefan Wadowski
- 1957 – 1965 – ks. Marian Misiak
- 1965 – 1980 – ks. Antoni Zmysłowski
- 1980 – 1987 – ks. Dionizy Wodzinowski
- 1987 – 2006 – ks. Wacław Mazur
- 2006 – 2018 – ks. Waldemar Gula
- 2018 – nadal – ks. Adam Krzysztof Kaszuba

## Zasięg parafii
Do parafii należą wierni z miejscowości: Gościniec, Kamienna Wola, Kuraszków, Parczówek, Petrykozy, Skronina, Sołtysy, Stużno, Stużno Kolonia i Wólka Dobromirowa.